# Cape Neddick
Cape Neddick – jednostka osadnicza w Stanach Zjednoczonych, w stanie Maine, w hrabstwie York, nad Oceanem Atlantyckim.